# Picrosia
 Picrosia  D.Don, 1830 è un genere di piante angiosperme dicotiledoni della famiglia delle Asteraceae.

## Etimologia
Il nome scientifico del genere è stato definito dal botanico David Don (1799-1841) nella pubblicazione " Transactions of the Linnean Society of London. London" ( 16(2): 183) del 1830.

## Descrizione

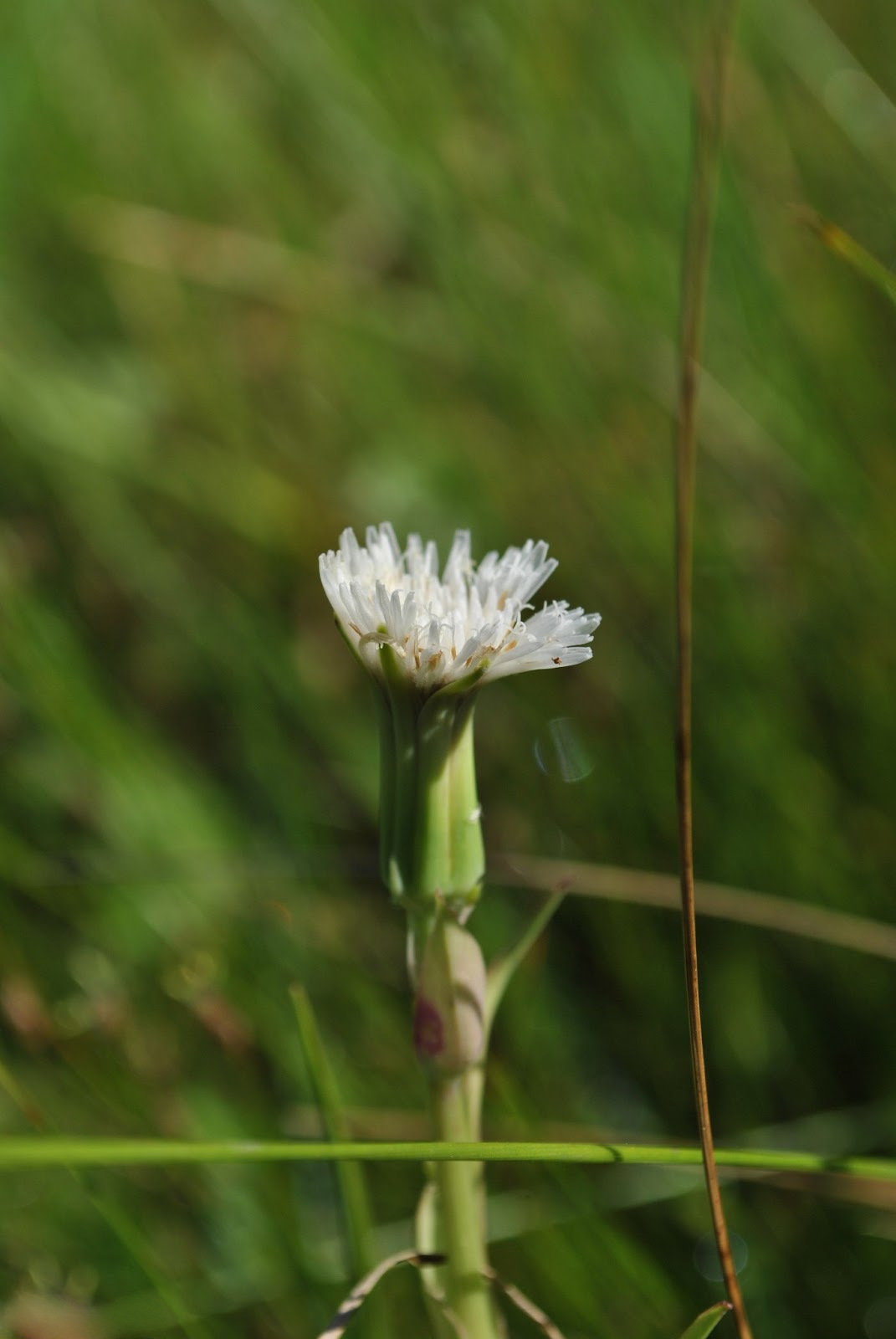
Il portamento
Picrosia longifolia

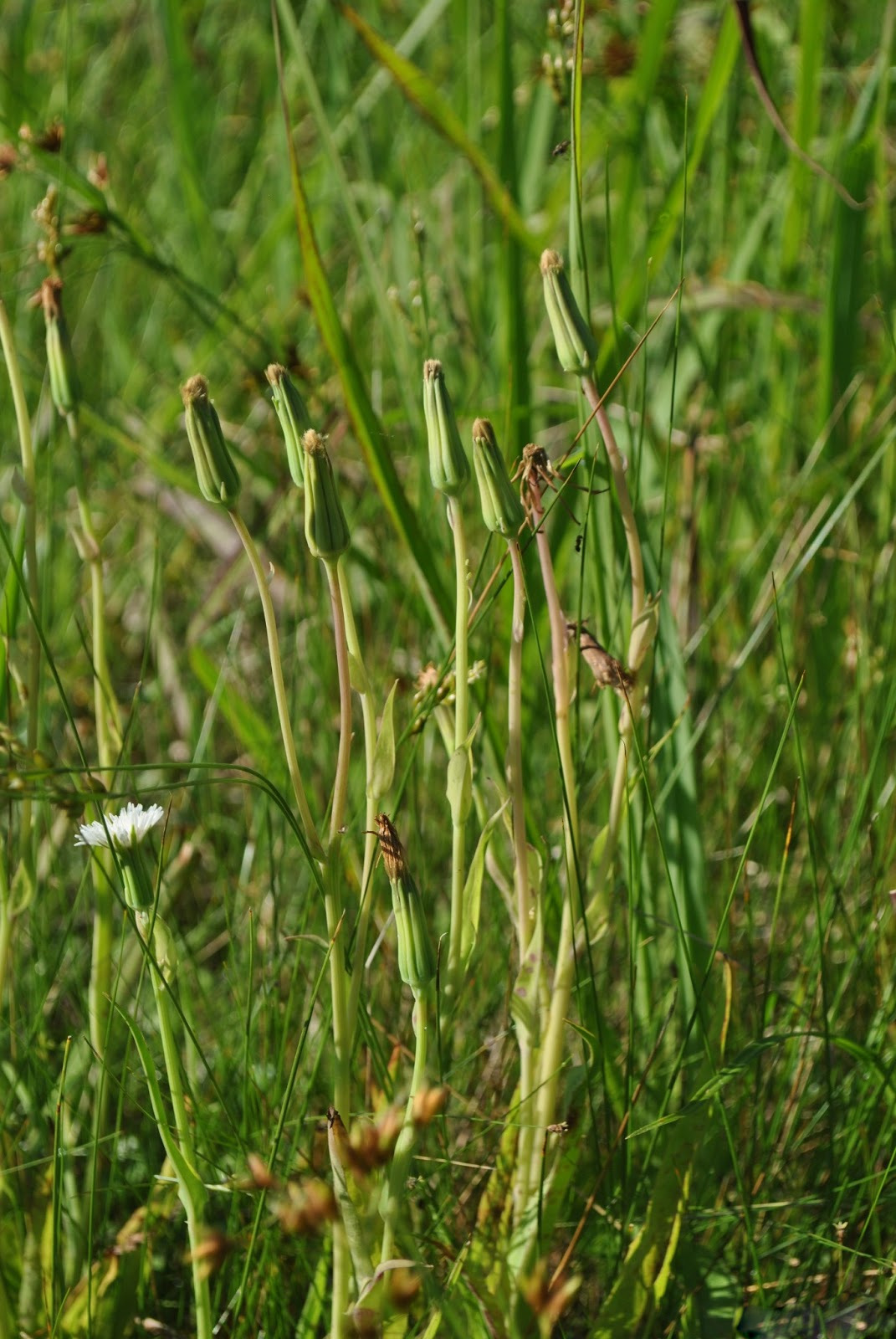
Infiorescenza
Picrosia longifolia

Habitus. Le specie di questo genere, con cicli biologici perenni, sono piante non molto alte; in genere sono glabre. Tutte le specie del gruppo sono provviste di latice.
Fusto. I fusti, in genere eretti e ascendenti, sono di solito solitari e poco ramificati; sono glabri e colorati da verde a rossastro. Le radici in genere sono di tipo fittonante.
Foglie. Sono presenti sia foglie formanti delle rosette basali che cauline con disposizione alterna. Le lamine delle foglie basali hanno delle forme lanceolate con apici acuti e alla base sono attenuate in un lungo picciolo; i margini sono interi o poco dentati. Quelle cauline sono molto ridotte (quasi brattee), sono sessili, lungamente attenuate verso l'apice e allargate (sagittate) verso la base.
Infiorescenza. L'infiorescenza è composta da uno o più capolini terminali lungamente peduncolati (gli steli sono cavi) e con alcune foglie ridotte. I capolini, solamente di tipo ligulifloro, sono formati da un involucro composto da diverse brattee (o squame) all'interno delle quali un ricettacolo fa da base ai fiori ligulati. L'involucro ha una forma più o meno cilindrica ed è formato da una serie di 7 - 9 brattee embricate (possono essere presenti, alla base dell'involucro, una o due brattee ridotte). Le brattee, glabre, hanno delle forme lanceolate con apici acuti e margini scariosi. Il ricettacolo, alla base dei fiori, è piatto e nudo (senza pagliette).
Fiori. I fiori (numerosi), tutti ligulati, sono tetra-ciclici (ossia sono presenti 4 verticilli: calice – corolla – androceo – gineceo) e pentameri (ogni verticillo ha in genere 5 elementi). I fiori sono ermafroditi, fertili e zigomorfi.
- Formula fiorale:

*/x K {\displaystyle \infty }, [C (5), A (5)], G 2 (infero), achenio
- Calice: i sepali del calice sono ridotti ad una coroncina di squame.
- Corolla: le corolle sono formate da un lungo tubo filiforme e da una ligula terminante con 4 denti; il colore è bianco, rosa o violetto. Le ligule, con forme da lineari a lanceolate, hanno tre venature.
- Androceo: gli stami sono 5 con filamenti liberi e distinti, mentre le antere sono saldate in un manicotto (o tubo) circondante lo stilo.[11] Le antere sono codate e allungate con una appendice apicale; i filamenti sono lisci. Il colore delle antere è giallo o brunastro; sono inoltre connate lateralmente, mentre la base è bidenticolata, sono sagittate con un apice alquanto crestato. Il polline è tricolporato e di colore arancio.[12]
- Gineceo: lo stilo è filiforme. Gli stigmi dello stilo sono due divergenti, corti, smussati e ricurvi con la superficie stigmatica posizionata internamente (vicino alla base).[13] L'ovario è infero uniloculare formato da 2 carpelli.

Frutti. I frutti sono degli acheni con pappo. Gli acheni hanno una forma da cilindrica a fusiforme (leggermente tetragona) con apice rostrato (non sono compressi); in alcuni casi gli acheni sono provvisti di 8 - 12 coste longitudinali. Il pappo, colorato da marrone-chiaro a giallastro, si compone di molte setole scabre facilmente caduche.

## Biologia
- Impollinazione: l'impollinazione avviene tramite insetti (impollinazione entomogama tramite farfalle diurne e notturne).
- Riproduzione: la fecondazione avviene fondamentalmente tramite l'impollinazione dei fiori (vedi sopra).
- Dispersione: i semi (gli acheni) cadendo a terra sono successivamente dispersi soprattutto da insetti tipo formiche (disseminazione mirmecoria). In questo tipo di piante avviene anche un altro tipo di dispersione: zoocoria. Infatti gli uncini delle brattee dell'involucro (se presenti) si agganciano ai peli degli animali di passaggio disperdendo così anche su lunghe distanze i semi della pianta.

## Distribuzione e habitat
La distribuzione è unicamente Sud Americana.

## Tassonomia
La famiglia di appartenenza di questa voce (Asteraceae o Compositae, nomen conservandum) probabilmente originaria del Sud America, è la più numerosa del mondo vegetale, comprende oltre 23.000 specie distribuite su 1.535 generi, oppure 22.750 specie e 1.530 generi secondo altre fonti (una delle checklist più aggiornata elenca fino a 1.679 generi). La famiglia attualmente (2021) è divisa in 16 sottofamiglie.

### Filogenesi
Il genere di questa voce appartiene alla sottotribù Microseridinae della tribù Cichorieae (unica tribù della sottofamiglia Cichorioideae). In base ai dati filogenetici la sottofamiglia Cichorioideae è il terz'ultimo gruppo che si è separato dal nucleo delle Asteraceae (gli ultimi due sono Corymbioideae e Asteroideae). La sottotribù Microseridinae fa parte del "quinto" clade della tribù; in questo clade insieme alla sottotribù Cichoriinae forma un "gruppo fratello".
I seguenti caratteri sono distintivi per la sottotribù:
- il polline è colorato di arancio;
- la distribuzione è relativa al Nuovo Mondo.

Il genere di questa voce, nell'ambito della sottotribù, occupa una posizione abbastanza centrale e vicina al genere Pyrrhopappus Alcuni Autori, considerando l'estensione della subtribù, l'hanno suddivisa in 8 entità (o alleanze) informali. Il genere di questa voce è stato associato al gruppo Alleanza Pyrrhopappus, formata da Picrosia e Pyrrhopappus.
I caratteri distintivi per le specie di questo genere sono:
- le brattee involucrali sono disposte su una sola riga;
- si tratta di un endemismo del Sud America.

Il numero cromosomico della specie è: 2n = 14 (specie diploidi).

### Elenco delle specie
Questo genere ha 2 specie:
- Picrosia cabreriana A.G.Schulz
- Picrosia longifolia  D.Don

### Sinonimi
Sono elencati alcuni sinonimi per questa entità:
- Psilopogon Phil., 1863